# Xã Jefferson, Quận Preble, Ohio
Xã Jefferson (tiếng Anh: Jefferson Township) là một xã thuộc quận Preble, tiểu bang Ohio, Hoa Kỳ. Năm 2010, dân số của xã này là 3.309 người.